# Paelopatides suspecta
Paelopatides suspecta is een zeekomkommer uit de familie Synallactidae.
De wetenschappelijke naam van de soort werd in 1894 gepubliceerd door Hubert Ludwig.